# 442 a. C.
El año 442 a. C. fue un año del calendario romano prejuliano. En el Imperio romano se conocía como el Año del consulado de Vibulano y Helva (o menos frecuentemente, año 312 Ab urbe condita).

## Acontecimientos
- Sófocles escribe su obra teatral Antígona.
- Tucídides es condenado al ostracismo por diez años. Y estuvo encerrado cierto tiempo.

- Datos: Q234517